# Parafia Trójcy Przenajświętszej w Tykocinie
Parafia pw. Trójcy Przenajświętszej w Tykocinie – rzymskokatolicka parafia należąca do dekanatu Kobylin, diecezji łomżyńskiej, metropolii białostockiej.

## Zasięg parafii
Do parafii należą wierni z następujących miejscowości: Tykocin, Bagienki, Broniszewo, Dobki, Hermany, Jeżewo Nowe, Jeżewo Stare, Kiermusy, Lipniki, Łopuchowo, Nieciece, Pajewo, Popowlany, Saniki, Sawino, Siekierki, Sierki, Stelmachowo.

## Historia
Parafia została erygowana w 1434 roku z terytorium parafii Wizna staraniem Jana Gasztołda, któremu w 1433 roku Wielki Książę Litwy Zygmunt Kiejstutowicz nadał dobra tykocińskie na własność.

## Księgi metrykalne
Zachowane księgi metrykalne z parafii Tykocin są opracowywane w formie bazy indeksów nazwisk i udostępniane w formie internetowej wyszukiwarki nazwisk przez grupę projektpodlasie.
| Liber Baptisatorum | 1665–1915 |
| Liber Copulatorum  | 1665–1915 |
| Liber Mortuorum    | 1717–1915 |